# Gymnasium Grootmoor
Das Gymnasium Grootmoor ist ein Gymnasium im Hamburger Stadtteil Bramfeld, an der Grenze zu Wellingsbüttel. Im Schuljahr 2022/23 besuchten 1209 Schüler das Gymnasium Grootmoor, betreut von etwa 100 Lehrkräften. Damit ist die Schule hinter dem Gymnasium Ohmoor und dem  Walddörfer-Gymnasium das von der Schülerzahl drittgrößte Gymnasium Hamburgs. Das Gymnasium Grootmoor hat einen musikalisch-naturwissenschaftlich-sprachlichen Schwerpunkt. Die Schule ist eine Umwelt- (seit 2002) und UNESCO-Schule (seit 2009).

## Gebäude
Das Hauptgebäude des Gymnasium Grootmoors ist die Pausenhalle mit unmittelbar angrenzendem Verwaltungs- und Musiktrakt im Südwesten des Schulgeländes. In den 2000ern war die Pausenhalle erweitert worden, um darin eine Mittagsverpflegung anbieten und schulische Veranstaltungen abhalten zu können. Finanziert wurde diese Erweiterung zu zwei Dritteln von der Stadt Hamburg und zu einem Drittel durch den Schulförderverein Verein der Freunde des Gymnasiums Grootmoor e. V. Darüber hinaus wurde mit Unterstützung des Schulvereins unter anderem der Musiktrakt im Schuljahr 2013/2014 um einen weiteren Unterrichtsraum erweitert. Seit 2018 sammelt der Schulverein zudem Spenden, um ein weiteres Gebäude östlich der Sporthalle auf dem Schulgelände zu finanzieren, das seit Beginn des Jahres 2022 als Mensa und als Veranstaltungssaal genutzt werden soll. Bei der Grundsteinlegung wurde eine Zeitkapsel im Fundament untergebracht, die ein aktuelles Jahrbuch, Briefe, ein USB-Stick mit Fotos und Filmen der Schule sowie eine Mund-Nasen-Maske enthält.
Zentrales Unterrichtsgebäude des Gymnasiums ist ein in den 1970er Jahren errichtetes dreistöckiges Klassenhaus vom Typ 68 (Doppel-H), einem in Hamburg mehr als 50-fach errichten Serienschulbau, in dem die Klassen der Unterstufe und Mittelstufe untergebracht sind. Dieses wurde bis 2005 um einen zweistöckigen Anbau im Innenhof und einen dreistöckigen Anbau am Süd-Eingang des Gebäudes erweitert. Neben weiteren Unterrichtsräumen ist darin eine kleine Schülerbibliothek untergebracht.
Darüber hinaus gibt es ein kleineres Unterrichtsgebäude, in dem die Oberstufenklassen untergebracht sind, sowie ein Fachgebäude, in dem sich Unterrichtsräume für die naturwissenschaftlichen Fächer, den Informatik- und den Kunst-Unterricht befinden. Im Fachgebäude gibt es zudem einen kleinen Hörsaal, die sogenannte Studiobühne, in der jedes Schuljahr Theaterstücke durch die Theater-AG aufgeführt werden. Für sportliche Aktivitäten befinden sich auf dem Schulgelände eine große Dreifelderhalle, verschiedene Leichtathletikanlagen und neben einem Fußball- auch ein Beachvolleyball-Feld.

## Unterricht
Es werden alle Klassenstufen von der 5. bis zum Abitur angeboten. 2010 ging der letzte 13. Jahrgang ab sowie der erste 12. Wegen des verkürzten Schulweges wurde die Profiloberstufe entworfen und 2009 eingeführt.

### Springerklassen
Eines der langjährigen Projekte der Schule sind die Springerklassen, von denen es normalerweise in jedem Jahrgang eine gibt. Diese Klassen, die am Ende der Orientierungslaufbahn gebildet werden, überspringen gemeinsam die 8. Klasse.

### Profiloberstufe
Das Grootmoor bietet eine Profiloberstufe in der die Schüler aus 8 verschiedenen Profilen wählen können.
1. Kunst (mit Kunst (4) und Geschichte (4) als profilgebende Fächer sowie Deutsch (4), Religion (2) und ein Seminar (2))
2. Musik (mit Musik (4), Musikpraxis (2), Geschichte (4) als profilgebende Fächer sowie Deutsch (4), Religion (2) und ein Seminar (2))
3. PGW (mit PGW (4) als profilgebendes Fach sowie Biologie (4), Geschichte (2) und ein Seminar (2))
4. Bilingual (mit Geschichte (4) und PGW (4) als profilgebende Fächer sowie DSP (4) und ein Seminar (2); jeweils auf Englisch)
5. Philosophie (mit Philosophie (4) und PGW (4) als profilgebende Fächer sowie Kunst (2) und ein Seminar (2))
6. Geo / Bio (mit Biologie (4) und Geographie (4) als profilgebende Fächer sowie Philosophie (2) und ein Seminar (2))
7. Chemie (mit Chemie (4) als profilgebendes Fach sowie Geographie (4), Biologie (2) und ein Seminar (2))
8. Physik (mit Physik (4)als profilgebendes Fach sowie Geographie (4), Philosophie (2) und ein Seminar (2))

Das Seminar ist jeweils ein zweistündiges Ergänzungsfach, in dem die Schüler den Stoff vertiefen und anwenden. Das Grootmoor bietet weitere Profile in Kooperation mit anderen Gymnasien an, Schüler können ein Sport, Psychologie oder Informatikprofil wählen. Dieses haben sie dann an der Kooperationsschule, während alle anderen zugewählten Kurse an der angemeldeten Schule weiter unterrichtet werden.
Im ersten Schuljahr 2009/2010 mit der Profiloberstufe kam jedes Profil zustande, das Physikprofil sogar zweimal. Die Klassen sind maximal 27 Schüler groß. Das größte Profil ist Kunst mit 27 Schülern, die kleinsten die Physikprofile mit einmal 14 und einmal 16 Schülern.

## Außerschulische Aktivitäten
Das Grootmoor bietet eine weite Auswahl von außerschulischen Aktivitäten. Verschiedene Austausche mit der Schweiz, Frankreich, Spanien, Australien und dem Senegal bilden das ausländische Programm, dazu kommt noch eine Vielzahl von Arbeitsgemeinschaften innerhalb der Schule. Das Grootmoor unterstützt Wettbewerbe wie die Matheolympiade, den Daniel-Düsentrieb-Wettbewerb, den Bundeswettbewerb Mathematik, dem "NORDMETALL CUP" und Natex.

## Bekannte Schüler
- Jan Fleischhauer (* 1962), Journalist, Abitur 1983[8][9]
- Marco Carini (* 1962), Journalist, Abitur 1983[8][9]
- Madeleine Göhring (* 1965), Politikerin (CDU), MdHB
- Katja Studt (* 1973), Schauspielerin[10]
- Fabian Hinrichs (* 1974), Schauspieler[11]
- Tim Knauer (* 1981), Schauspieler und Synchronsprecher, Abitur 2001[12]
- Marcel Glauche (* 1990), Schauspieler, Abitur 2010[13]
- Shirin David (* 1995), Unternehmerin, Sängerin und Webvideoproduzentin[14][15]